# Planamarengo
Genre
Planamarengo est un genre d'araignées aranéomorphes de la famille des Salticidae.

## Distribution
Les espèces de ce genre se rencontrent au Kenya et en Afrique du Sud.

## Liste des espèces
Selon World Spider Catalog (version 21.5, 07/01/2021) :
- Planamarengo bimaculata (Peckham & Peckham, 1903)
- Planamarengo gatamaiyu Azarkina & Haddad, 2020
- Planamarengo kenyaensis Azarkina & Haddad, 2020

## Publication originale
- Azarkina & Haddad, 2020 : « Partial revision of the Afrotropical Ballini, with the description of seven new genera (Araneae: Salticidae). » Zootaxa, no 4899(1), p. 15-92.